# Cừu Rava

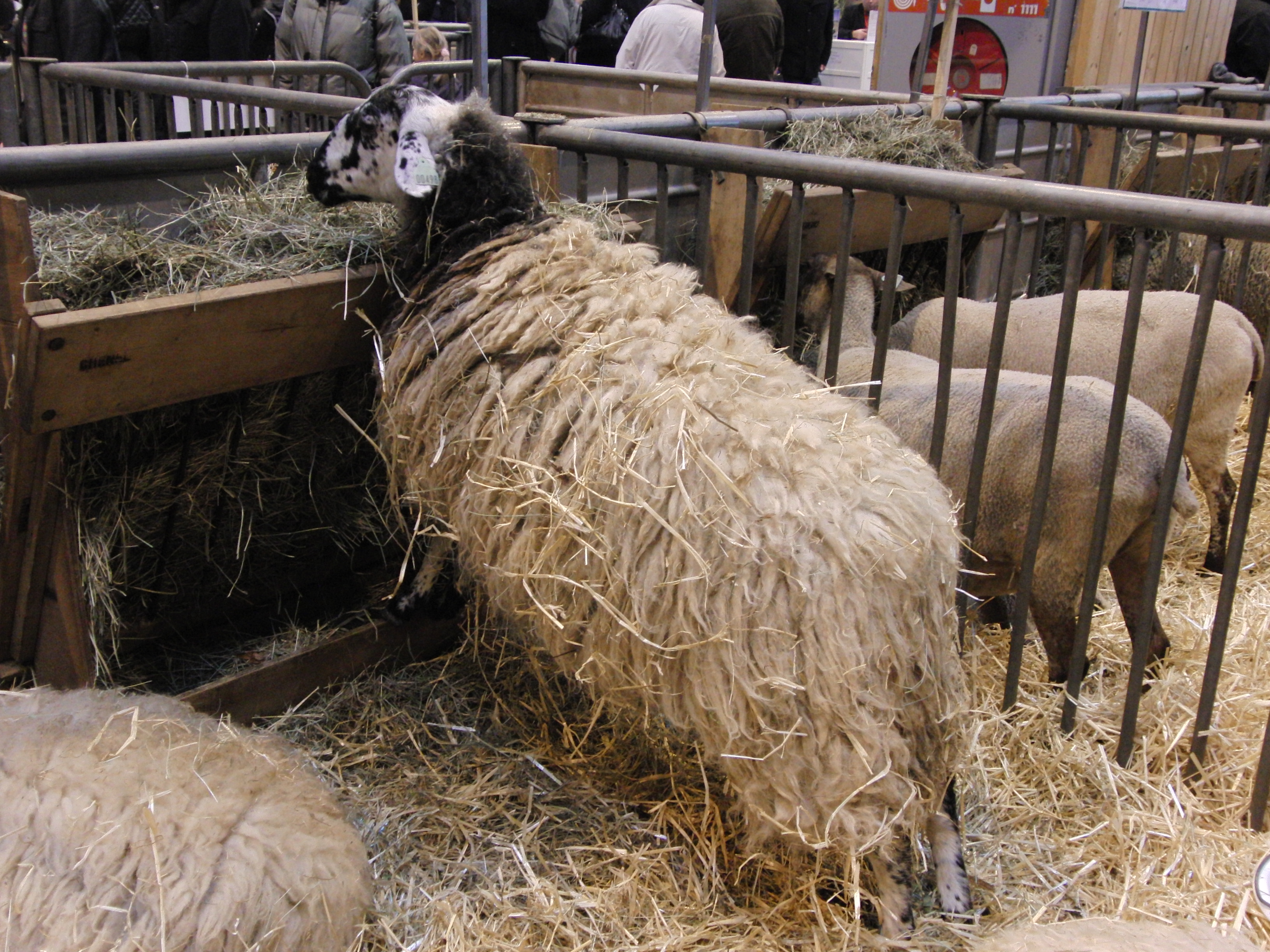
Một con cừu Rava đực

Cừu Rava là một giống cừu có nguồn gốc từ nước Pháp bắt nguồn từ giống cừu mẹ đẻ là cừu Massif. Giống cừu này đặc biệt là nhiệt huyết và thích nghi tốt với nông nghiệp trong điều kiện khó khăn từ nơi khai sinh ban đầu của nó. Nó cũng được nuôi để duy trì cảnh quan của công viên khu vực trong những núi lửa Auvergne, khi cho chúng vào trong đồng cỏ mùa hè. Đó là các giống thuần chủng hoặc lai tạo cao sản để cải thiện chất lượng đàn cừu cung cấp cho thị trường Đông Nam nước Pháp.
Nó đã gần như biến mất, vì việc lai tạo với các đàn cừu thịt nhằm cải thiện cấu trúc của nó, nhưng hôm nay dường như chúng có thể được bảo tồn, với khoảng 33 000 đến 40 000 con cừu vào năm 2000. Tên của giống cừu này được viết Rava thực sự là một từ tiếng Occitan sử dụng ở phía đông nam của nước Pháp (Provence, Dauphine, Cevennes, và có thể cũng có ở Auvergne)
Sự kết hợp của các nhà lai tạo mà cừu Rava được ra đời vào năm 1971, đã đóng một vai trò quan trọng trong việc đổi mới này và trong việc lựa chọn các giống dòng mà sau đó bắt đầu tổ chức lai tạo. Một trung tâm nuôi dưỡng cho những con cừu đực làm giống được thành lập vào năm sau, và sự khởi đầu của một lựa chọn cơ bản được yêu cầu vào năm 1986. 

## Đặc điểm

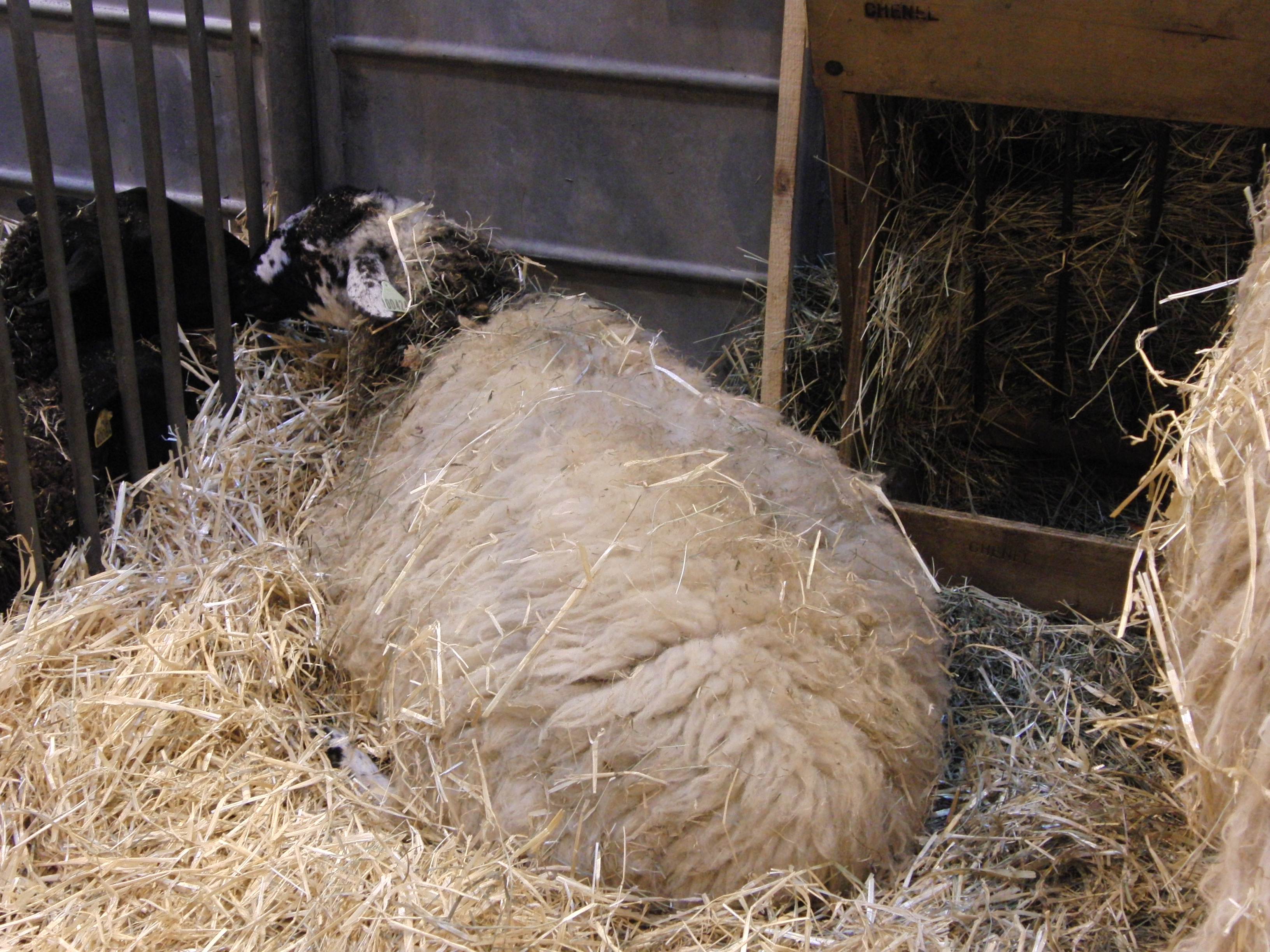

Chúng có cổ dài và mỏng, thẳng lưng, thắt lưng rộng, lông thô, sợi dài. Lông cừu màu trắng, thường được trộn với búi màu xám nâu hoặc đen, lông mi dài, Chiều cao: trung bình. Cừu trưởng thành nặng từ 50–60 kg, cừu đực trưởng thành nặng từ 70–85 kg. Cừu Rava đặc trưng chủ yếu bởi sức chịu đựng của nó, thích nghi với môi trường nuôi rất hạn chế của nó: chất lượng nguồn thực phẩm với số lượng rất hạn chế, thường thức ăn thô, mùa đông dài.
Đây là một trong những giống cừu chăn cừu ở Pháp mộc mạc phù hợp nhất với chương trình khuyến mãi của các thức ăn thô xanh, thông thường của hệ thực vật tự nhiên của địa phương, cành, lá cây. Nếu thức ăn khan hiếm, cừu Rava được coi là huy động nguồn dự trữ cơ thể một cách dễ dàng trước khi bổ sung thêm. Một con cừu sản xuất 1,8 kg len mỗi năm đó, khi một con đực sản xuất 2,5 kg. Hơn nữa len Rava thì thô và đầy màu sắc trông khá xấu để được kéo thành sợi. Nó được sử dụng cho các mục đích khác.
Trán chúng phẳng, xương mũi lồi ra, chúng có hố nước mắt, mõm của chúng mỏng, môi hoạt động, răng cửa sắc, nhờ đó chúng có thể gặm được cỏ mọc thấp và bứt được những lá thân cây mềm mại, hợp khẩu vị trên cao để ăn. Chúng có thói quen đi kiếm ăn theo bầy đàn, tạo thành nhóm lớn trên đồng cỏ. Trong da chúng có nhiều tuyến mồ hôi và tuyến mỡ hơn dê. Bởi thế chúng bài tiết mồ hôi nhiều hơn và các cơ quan hô hấp tham gia tích cực hơn vào quá trình điều tiết nhiệt. Mô mỡ dưới da của chúng phát triển tốt hơn dê và ngược lại ở các cơ bên trong của chúng có ít tích lũy mỡ hơn dê. 

## Chăn nuôi
Chúng có tính bầy đàn cao nên dễ quản lý, chúng thường đi kiếm ăn theo đàn nên việc chăm sóc và quản lý rất thuận lợi. Chúng cũng là loài dễ nuôi, mau lớn, ít tốn công chăm sóc. So với chăn nuôi bò thì chúng là vật nuôi dễ tính hơn, thức ăn của chúng rất đa dạng, thức ăn của chúng là những loại không cạnh tranh với lương thực của người. Chúng là động vật có vú ăn rất nhiều cỏ. Hầu hết chúng gặm cỏ và ăn các loại cỏ khô khác, tránh các phần thực vật có gỗ nhiều. Chúng có chế độ hoạt động ban ngày, ăn từ sáng đến tối, thỉnh thoảng dừng lại để nghỉ ngơi và nhai lại. Đồng cỏ lý tưởng cho chúng như cỏ và cây họ Đậu. Khác với thức ăn gia súc, thức ăn chính của chúng trong mùa đông là cỏ khô.
Chúng là loài ăn tạp, có thể ăn được nhiều loại thức ăn bao gồm thức ăn thô xanh các loại như: rơm cỏ tươi, khô, rau, củ quả bầu bí các loại, phế phụ phẩm công nông nghiệp và các loại thức ăn tinh bổ sung như cám gạo ngũ cốc. Mỗi ngày chúng có thể ăn được một lượng thức ăn 15-20% thể trọng. Chúng cần một lượng thức ăn tính theo vật chất khô bằng 3,5% thể trọng. Với nhu cầu 65% vật chất khô từ thức ăn thô xanh (0,91 kg) và 35% vật chất khô từ thức ăn tinh (0,49 kg). Khi cho chúng ăn loại thức ăn thô xanh chứa 20% vật chất khô và thức ăn tinh chứa 90% vật chất khô.
Nguồn nước uống là nhu cầu cơ bản của chúng. Lượng nước cần cho chúng biến động theo mùa và loại và chất lượng thực phẩm mà chúng tiêu thụ. Khi chúng ăn nhiều trong các tháng đầu tiên và có mưa (kể cả sương, khi chúng ăn vào sáng sớm), chúng cần ít nước hơn. Khi chúng ăn nhiều cỏ khô thì chúng cần nhiều nước. Chúng cũng cần uống nước sạch, và có thể không uống nếu nước có tảo hoặc chất cặn. Trong một số khẩu phần ăn của chúng cũng bao gồm các khoáng chất, hoặc trộn với lượng ít.

## Chăm sóc
Sau khi cho phối giống 16-17 ngày mà không có biểu hiện động dục lại là có thể cừu đã có chửa, Căn cứ vào ngày phối giống để chuẩn bị đỡ đẻ cho cừu (thời gian mang thai của cừu 146-150 ngày) nhằm hạn chế cừu sơ sinh bị chết; Có thể bồi dưỡng thêm thức ăn tinh và rau cỏ non cho cừu có chửa nhưng tuyệt đối tránh thức ăn hôi mốc; Khi có dấu hiệu sắp đẻ (bầu vú căng, xuống sữa, sụt mông, âm hộ sưng to, dịch nhờn chảy ra, cào bới sàn…) nên nhốt ở chuồng riêng có lót ổ rơm và chăn dắt gần, tránh đồi dốc.
Thông thường cừu mẹ nằm đẻ nhưng cũng có trường hợp đứng đẻ, tốt nhất nên chuẩn bị đỡ đẻ cho cừu; Sau khi đẻ cừu mẹ tự liếm cho con. Tuy nhiên, vẫn phải lấy khăn sạch lau khô cho cừu con, nhất là ở miệng và mũi cho cừu con dễ thở. Lấy chỉ sạch buộc cuống rốn (cách rốn 4–5 cm), cắt cuống rốn cho cừu con và dùng cồn Iod để sát trùng; Giúp cừu con sơ sinh đứng dậy bú sữa đầu càng sớm càng tốt (vì trong sữa đầu có nhiều kháng thể tự nhiên); Đẻ xong cho cừu mẹ uống nước thoải mái (có pha đường 1% hoặc muối 0.5%).
Cừu con trong 10 ngày đầu sau khi đẻ cừu con bú sữa mẹ tự do; Từ 11-21 ngày tuổi cừu con bú mẹ 3 lần/ngày, nên tập cho cừu con ăn thêm thức ăn tinh và cỏ non, ngon; 80-90 ngày tuổi có thể cai sữa. Giai đoạn này phải có cỏ tươi non, ngon cho cừu con để kích thích bộ máy tiêu hóa phát triển (đặc biệt là dạ cỏ) và bù đắp lượng dinh dưỡng thiếu hụt do sữa mẹ cung cấp không đủ; Cừu sinh trưởng và phát triển nhanh, mạnh ở giai đoạn này.